# Chaetocnema punctifrons
Chaetocnema punctifrons es un coleóptero de la familia Chrysomelidae. Fue descrita científicamente en 1907 por Abeille.